# Associazione di Beta Pictoris
L'Associazione di Beta Pictoris è un giovane gruppo di stelle situate relativamente vicino alla Terra. Un'associazione stellare, in astronomia, è un gruppo di stelle che condividono un moto comune nello spazio, così come in comune hanno la loro origine.
L'Associazione di Beta Pictoris è un oggetto importante per lo studio astronomico in quanto è l'associazione stellare giovane più vicina alla Terra. Prende il nome dalla stella Beta Pictoris, nota per essere circondata da un grande disco di polveri e gas, probabilmente un disco protoplanetario. Vi sono anche prove di un giovane pianeta gigante gassoso attorno alla stella. L'età e la distanza del gruppo di stelle favorisce anche la ricerca pianeti extrasolari tramite l'osservazione diretta.

## Membri del gruppo
L'Associazione di Beta Pictoris è composta da 17 sistemi stellari, che comprendono un totale di 28 singole stelle, includendo alcune nane brune rilevate. Il nucleo del gruppo si trova a circa 115 anni luce dalla Terra, ed ha un'età media stimata tra i 10 e i 30 milioni di anni. 
La maggioranza del gruppo è costituito da fredde stelle di classe K e M, e la maggior parte non sono visibili ad occhio nudo. I membri che sono visibili ad occhio nudo sono:
- Beta Pictoris
- Eta Telescopii
- 51 Eridani
- HD 203
- HD 146624
- HD 165189
- HD 172555
- Beta Trianguli Australis
- Kappa Fornacis
- PSO J318.5-22

## Scoperta
La giovane età stimata per la stella Beta Pictoris, 10 milioni di anni o poco più, era in conflitto con le teorie evolutive stellari conosciute, in quanto non si spiegava il suo apparente isolamento nello spazio. Secondo le teorie attuali infatti, stelle estremamente giovani come β Pictoris dovrebbero essere situate vicino ad altre giovani stelle che si sono formate nella stessa regione di spazio. In tempi più lunghi invece, le interazioni gravitazionali con altre stelle tendono a disperdere i membri di un'associazione.
Nel 1999 l'apparente incongruenza fu risolta con la scoperta di un paio di deboli nane rosse che hanno una velocità e un'età simile a β Pictoris, supportando la stima dell'età della stella.
Ulteriori studi, pubblicati nel 2001, indicarono un totale di 17 sistemi stellari che avevano un moto ed un'età simile, e all'associazione fu dato il nome della stella principale.